# Francesca Romana Perrotta
Francesca Romana Perrotta (Brindisi, 17 aprile 1972) è una cantautrice italiana.

## Biografia
Nata a Lecce, all'età di otto anni impara a suonare il pianoforte studiando presso il Conservatorio "Tito Schipa" di Lecce. Si laurea in Francese ed Inglese all'Università per Interpreti e Traduttori di Forlì e resta a vivere in Emilia-Romagna.
Proprio a Forlì fonda il suo primo gruppo, Zeroincondotta, con il quale si esibisce al NAIMA Club e si aggiudica il premio alla critica al concorso "Primavera Heineken Live Festival".
Nel 2004 arriva alla semi finale all'Accademia della Canzone Italiana di Sanremo, nello stesso periodo si aggiudica una tappa del Tim Tour con il suo brano In genere sogno, in rotazione radiofonica su Radio Due, avendo un'ottima recensione da Fiorello.
Nel 2007 vince il Premio Musicultura di Recanati e, durante la stessa kermesse, si aggiudica il premio "Miglior Interpretazione", con il singolo L'istante che vale, in rotazione radiofonica da molte radio tra cui Radio Rai Uno e Radio 101.
Nello stesso anno è ospite alla trasmissione Rai Festa Italiana, dove esegue il brano Canzone verde.
Nel 2008 pubblica il suo primo lavoro discografico,Vermiglio, presentato in anteprima nazionale da Radio Rai Uno e distribuito da Warner Music Italy.
Nello stesso anno prende parte ad una Tournée teatrale con Musicultura Festival, e sempre nel 2008 è ospite a "La musica e l'autore", patrocinato dal Club Tenco.
Nel 2009 vince il premio il Premio De André per la miglior interpretazione con il brano Storia clandestina. Durante il tour di Cristiano De André duetta con lui; ne nascerà una collaborazione che porterà il cantautore a partecipare al nuovo album Lo specchio.
Nel 2010 è al premio Poggio Bustone, dedicato a Lucio Battisti, dove si aggiudica il premio Premio "Miglior Personalità Artistica".
Nel giugno dello stesso anno vince per la seconda volta il Festival Musicultura con il brano Il tuo nome e il veleno, trasmesso in diretta live su Rai Uno.
Nel 2013 pubblica con la casa discografica Edel il suo secondo album, Lo Specchio. L'album vede la collaborazione con Cristiano De André, come accennato, nel brano Il demone, e di Pacifico, che scrive il brano Contro il mio sguardo.
Con questo album prosegue lo stesso tema incominciato in Vermiglio: la femminilità in tutte le sue forme svariate, nascoste e spesso contraddittorie.
Nel 2016 le viene assegnato il Premio "Civilia Salento" alla canzone d'autore.
Nel 2017 pubblica, con Filibusta Records il suo terzo album, L’ora di mezzo, anticipato dal singolo Il grido, con cui vince il Festival Musicultura per la terza volta, aggiudicandosi anche il “Premio Miglior Testo”.
I brani Le cose non accadono per caso ed Occhi di cera sono entrambi inseriti nella classifica nazionale Indie Music Like.
Il brano Io sono l'egoista, featuring con Gianluca De Rubertis de Il Genio è stato finalista al Premio Bianca D’Aponte 2017.
Nel 2018 è ospite al Festival di Sanremo, per RAI News e anche presso il Pala-Siae ed il Premio Tenco.
Nel 2021 ha duettato con Simone Cristicchi nel brano Ritornerai, omaggio a Bruno Lauzi, che sarà inserito nel nuovo album Fuori dalle labbra.
Fuori dalle labbra, registrato nello studio Numeri di Rimini, con la produzione artistica di Cristian Bonato ed insieme a musicisti del calibro di Tommy Graziani, Massimo Marches e Francesco Cardelli, e masterizzato da Giovanni Versari presso lo studio La Maestà di Monza, è pubblicato il 16 giugno 2023, edito da Curci, prodotto con ARTEN e distribuito da Sony Music Italy per Be Next Music.
I primi singoli del nuovo album sono La Rivoluzione (featuring Marco Ancona), pubblicato a maggio 2022, Dentro a un bar, già stato inserito nella Compilation Ufficiale del Festival Musicultura 2021, essendo rientrato tra i finalisti, La canzone segreta, pubblicato il 31 marzo 2023 ed Alchemica, il cui videoclip ufficiale è stato trasmesso in anteprima su Sky TG24.
.

## Discografia

### Album
- 2008 - Vermiglio
- 2011 - Lo specchio
- 2017 - L'ora di mezzo
- 2023 - Fuori dalle labbra

### Singoli
- 2004 - In genere sogno
- 2007 - L'istante che vale
- 2016 - Il grido
- 2017 - Io sono l'egoista [feat. Gianluca De Rubertis]
- 2021 - Dentro a un bar
- 2022 - La rivoluzione [feat. Marco Ancona]

### Videoclip
- 2009 - Salomè

## Premi
2007
Festival Musicultura – "Miglior Interpretazione"
2009
Premio De André – "Miglior Interpretazione” (prima cantautrice donna a riceverlo)
2010
Festival Musicultura
Premio Poggio Bustone – “Miglior personalità artistica”
2016
Festival Musicultura
Festival Musicultura – “Miglior testo”
Premio Civilia Salento alla Canzone d’Autore
2019
Premio Bruno Lauzi – “Miglior Arrangiamento” 